# Безжалісний 3
Безжалісний 3 (англ. Relentless 3) — американський трилер, режисера Джеймса Леммо.

## Сюжет
Перед поліцією Лос-Анджелеса знову виникла проблема — новий серійний вбивця. Герой картини, детектив Сем Дітц, пішов з відділку вбивств. Але коли в поліцію приходить лист від вбивці, адресований особисто Дітцу, досвідчений коп погоджується взятися за справу, але за умови, що його партнером буде колишній напарник Калевскі. Стає очевидним, що вбивця добре підготовлений: він уміє замітати сліди і знайомий з основами криміналістики.

## У ролях
| Актор              | Роль               |
| ------------------ | ------------------ |
| Лео Россі          | Сем Дітц           |
| Вільям Форсайт     | Волтер Хілдерман   |
| Роберт Костанцо    | Рой Калевскі       |
| Едвард Вайлі       | лейтенант Мальдоні |
| Том Бауер          | капітан Фелан      |
| Саванна Сміт Бучер | Маріанна           |
| Стейсі Едвардс     | Тоні Кілі          |
| Мінді Сіджер       | Франсін            |
| Джордж Товар       | детектив Сантос    |
| Джек Найт          | детектив Шолт      |
| Фелтон Перрі       | детектив Зіскі     |
| Чарльз Денніс      | детектив Кіррілло  |
| Сайні Коулмен      | Паула              |
| Дайан Родрігез     | сердита жінка      |
| Джей Арлен Джонс   | сердитий чоловік   |
| Жанна Вілсон       | офіціантка         |
| Катрін Паолоне     | Доріс Калевскі     |
| Патріція Еллісон   | доктор Векслер     |
| Денніс Майкл Келлі | черговий           |
| Брендан Райан      | Корі               |
| Т.С. Ворнер        | шалений            |